# Palais des festivals de Baden-Baden
 (mai 2017).
Si vous disposez d'ouvrages ou d'articles de référence ou si vous connaissez des sites web de qualité traitant du thème abordé ici, merci de compléter l'article en donnant les références utiles à sa vérifiabilité et en les liant à la section « Notes et références ».
Le palais des festivals de Baden-Baden (Festspielhaus Baden-Baden) est un ensemble culturel situé à Baden-Baden (Allemagne), conçu par l'architecte autrichien Wilhelm Holzbauer (de) et inauguré le 18 avril 1998. Il intègre la plus grande salle de concerts et d'opéra d'Allemagne, avec deux mille cinq cents places, et l'ancienne gare de la cité thermale, abritant aujourd’hui les guichets de réservation et le restaurant Aida.

## Présentation
Conçu pour fonctionner avec des fonds privés, cet établissement a bénéficié au départ d'une aide des pouvoirs publics, avant de devenir effectivement la première entreprise européenne de ce type à se financer via le secteur privé. C'est une société à responsabilité limitée qui est gérée depuis mars 2000 par la fondation culturelle de droit privé à but non lucratif dénommée Kulturstiftung Festspielhaus Baden-Baden (Fondation culturelle du Palais des festivals de Baden-Baden). Grâce aux recettes de billetterie, aux dons et au soutien de mécènes, elle fonctionne désormais sans aucune subvention depuis début 2002. L'intendant est Andreas Mölich-Zebhauser (de).

### Activités
La programmation s'organise autour de quatre festivals : semaine de Pentecôte, été, automne et hiver, avec chaque fois au moins un opéra monté et de nombreux concerts classiques. Trois ou quatre fois par an, le palais des festivals accueille des compagnies de danse de renom. Des spectacles de divertissement et de variétés sont par ailleurs proposés au public.
Le conseil d'administration de la fondation décerne chaque année le prix musical Herbert-von-Karajan. Doté de cinquante mille euros, il récompense une personnalité remarquable du monde musical international, qui doit consacrer le montant du prix à la promotion de jeunes talents.
Le palais des festivals coopère régulièrement avec le théâtre Mariinsky de Saint-Pétersbourg, le festival international d'art lyrique d'Aix-en-Provence, ainsi que d'autres opéras et festivals.
Il a lancé en 2003 un programme d'initiation et d'animation musicale baptisé Kolumbus (pour évoquer le grand découvreur Christophe Colomb), qui se propose de faire découvrir la musique classique aux scolaires et aux étudiants grâce à des opéras, des concerts et des spectacles de ballets.

## Quelques productions
Au catalogue des grandes productions d'opéra au Festspielhaus figurent : 
- 2001 : La Traviata de Verdi (direction musicale : Valery Gergiev – mise en scène : Philippe Arlaud)
- 2002 : Fidelio de Beethoven (direction musicale : Simone Young – mise en scène : Philippe Arlaud)
- 2003 : L'Enlèvement au sérail de Mozart (direction musicale : Marc Minkowski – mise en scène : Jérôme Deschamps et Macha Makeïeff)
- 2003–2004 : L'Anneau du Nibelung de Wagner (direction musicale et conception : Valery Gergiev – Scénographie : George Tsypine)
- 2004 : Rigoletto de Verdi (direction musicale : Thomas Hengelbrock – mise en scène : Philippe Arlaud)
- 2004 : Parsifal de Wagner (direction musicale : Kent Nagano – mise en scène : Nikolaus Lehnhoff)
- 2005 : La Flûte enchantée de Mozart (direction musicale : Claudio Abbado – mise en scène : Daniele Abbado (it))

- 2015 : La traviata de Verdi (direction musicale : Pablo Heras-Casado – mise en scène : Rolando Villazón[2])